# 1236-й армейский артиллерийский полк
1236-й армейский артиллерийский полк, он же 1236-й пушечный артиллерийский полк — воинская часть Вооружённых сил СССР во время Великой Отечественной войны.

## История
Полк сформирован на базе 1-го дивизиона 104-го армейского пушечного артиллерийского полка в апреле 1942 года в 14-й армии.
В составе действующей армии с 12.05.1942 по 26.11.1944 года.
По формировании находился на рубеже реки Западная Лица, производил обстрел скоплений противника, вёл контрбатарейную стрельбу, поддерживал части 14-й стрелковой дивизии и 10-й гвардейской стрелковой дивизии.
В августе 1942 года передал 7-ю и 8-ю батареи в состав Северного флота (переименованы в 378-ю и 379-ю подвижные артиллерийские батареи соответственно).
В Петсамо-Киркенесской наступательной операции октября 1944 поддерживал огнём наступающие советские войска, своим огнём разрушая долговременные оборонительные точки врага, отличился при освобождении Петсамо. После операции дислоцировался в Киркенесе, затем в конце ноября 1944 выведен на Кольский полуостров под Мурманск.
В декабре 1944 года обращён на формирование 204-й пушечной артиллерийской бригады.

## Полное наименование
- 1236-й корпусной артиллерийский Печенгский ордена Александра Невского полк

## Подчинение
| Дата            | Фронт (округ)     | Армия                                 | Корпус (группа) | Примечания |
| --------------- | ----------------- | ------------------------------------- | --------------- | ---------- |
| 01.06.1942 года | Карельский фронт  | 14-я армия                            | -               | -          |
| 01.07.1942 года | Карельский фронт  | 14-я армия                            | -               | -          |
| 01.08.1942 года | Карельский фронт  | 14-я армия                            | -               | -          |
| 01.09.1942 года | Карельский фронт  | 14-я армия                            | -               | -          |
| 01.10.1942 года | Карельский фронт  | 14-я армия                            | -               | -          |
| 01.11.1942 года | Карельский фронт  | 14-я армия                            | -               | -          |
| 01.12.1942 года | Карельский фронт  | 14-я армия                            | -               | -          |
| 01.01.1943 года | Карельский фронт  | 14-я армия                            | -               | -          |
| 01.02.1943 года | Карельский фронт  | 14-я армия                            | -               | -          |
| 01.03.1943 года | Карельский фронт  | 14-я армия                            | -               | -          |
| 01.04.1943 года | Карельский фронт  | 14-я армия                            | -               | -          |
| 01.05.1943 года | Карельский фронт  | 14-я армия                            | -               | -          |
| 01.06.1943 года | Карельский фронт  | 14-я армия                            | -               | -          |
| 01.07.1943 года | Карельский фронт  | 14-я армия                            | -               | -          |
| 01.08.1943 года | Карельский фронт  | 14-я армия                            | -               | -          |
| 01.09.1943 года | Карельский фронт  | 14-я армия                            | -               | -          |
| 01.10.1943 года | Карельский фронт  | 14-я армия                            | -               | -          |
| 01.11.1943 года | Карельский фронт  | 14-я армия                            | -               | -          |
| 01.12.1943 года | Карельский фронт  | 14-я армия                            | -               | -          |
| 01.01.1944 года | Карельский фронт  | 14-я армия                            | -               | -          |
| 01.02.1944 года | Карельский фронт  | 14-я армия                            | -               | -          |
| 01.03.1944 года | Карельский фронт  | 14-я армия                            | -               | -          |
| 01.04.1944 года | Карельский фронт  | 14-я армия                            | -               | -          |
| 01.05.1944 года | Карельский фронт  | 14-я армия                            | -               | -          |
| 01.06.1944 года | Карельский фронт  | 14-я армия                            | -               | -          |
| 01.07.1944 года | Карельский фронт  | 14-я армия                            | -               | -          |
| 01.08.1944 года | Карельский фронт  | 14-я армия                            | -               | -          |
| 01.09.1944 года | Карельский фронт  | 14-я армия                            | -               | -          |
| 01.10.1944 года | Карельский фронт  | 14-я армия                            | -               | -          |
| 01.11.1944 года | Карельский фронт  | 14-я армия                            | -               | -          |
| 01.12.1944 года | Резерв Ставки ВГК | Полевое управление Карельского фронта | -               | -          |

## Командование
- майор Долуденко Феодосий Фёдорович

## Награды и наименования
| Награда                            | Дата                                                           | За что получена |
| ---------------------------------- | -------------------------------------------------------------- | --- |
| Почётное наименование «Печенгский» | Приказ Верховного Главнокомандующего № 0354 от 31.10.1944 года | За образцовое выполнение заданий командования в боях с немецкими захватчиками, за овладение городом Петсамо (Печенга) и проявленные при этом доблесть и мужество |
| Орден Александра Невского          | 14.11.1944                                                     | За образцовое выполнение заданий командования в боях с немецкими захватчиками, за овладение городом Киркенес и проявленные при этом доблесть и мужество          |